# Español en el Sahara Occidental

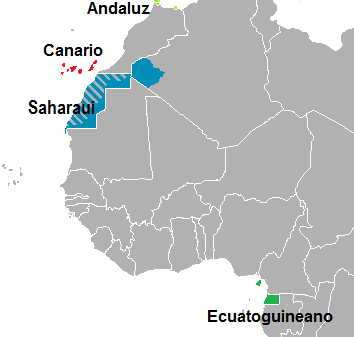
Dialectos del español en África

El español es hablado en el Sahara Occidental y por los saharauis de la República Árabe Saharaui Democrática en el exilio en Argelia como segunda lengua, con reconocimiento oficial, pero no como lengua nativa.

## Características

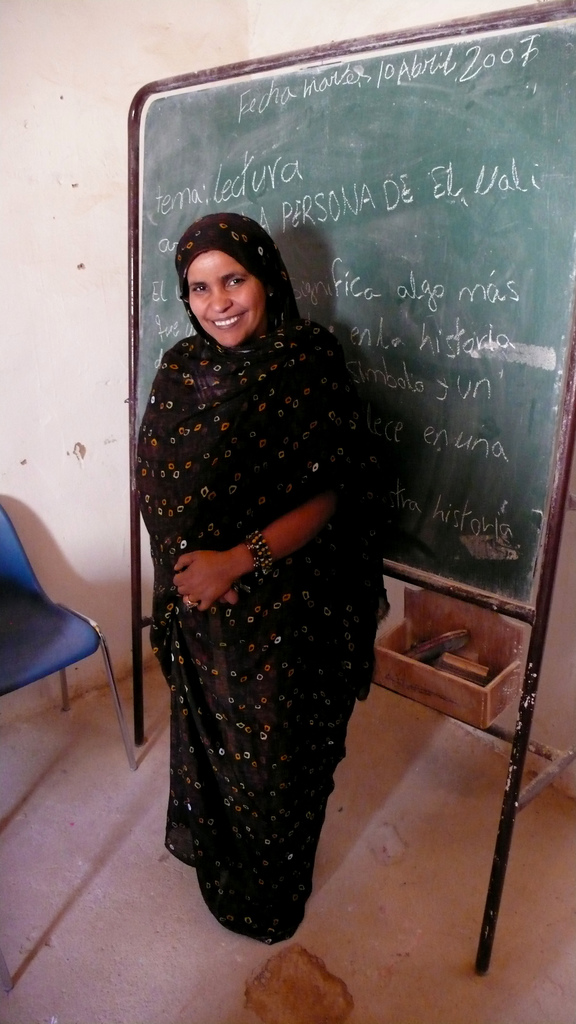
Mujer saharaui enseñando español en uno de los campamentos de refugiados de Tinduf.

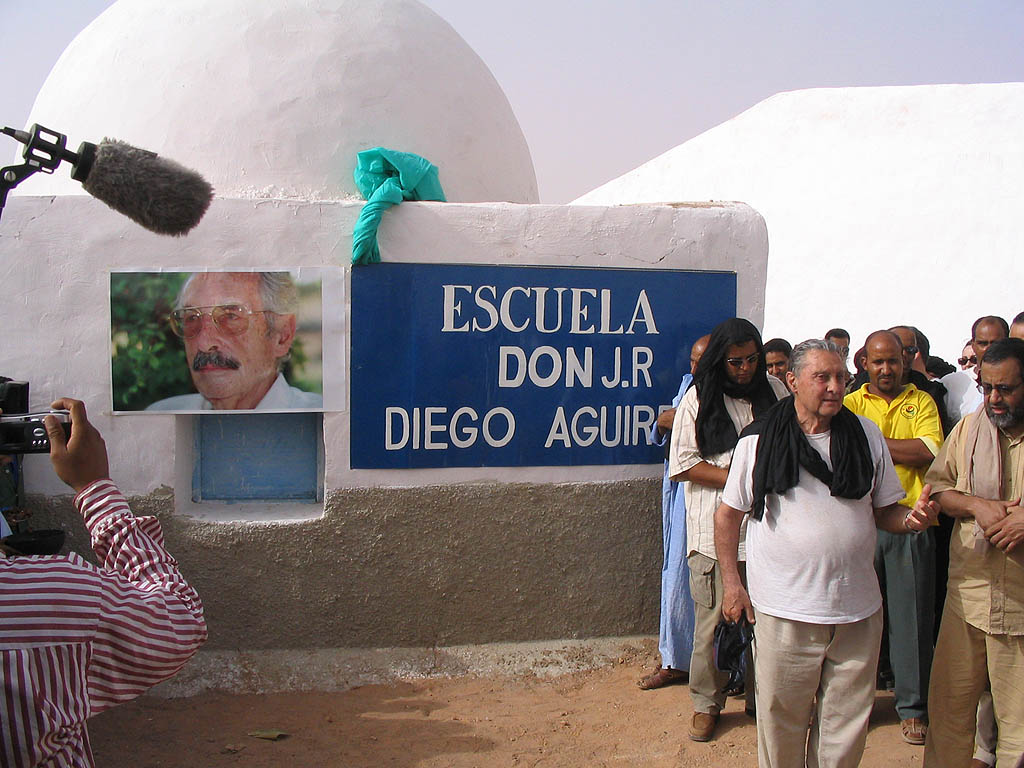
Escuela en Bir Lehlu.

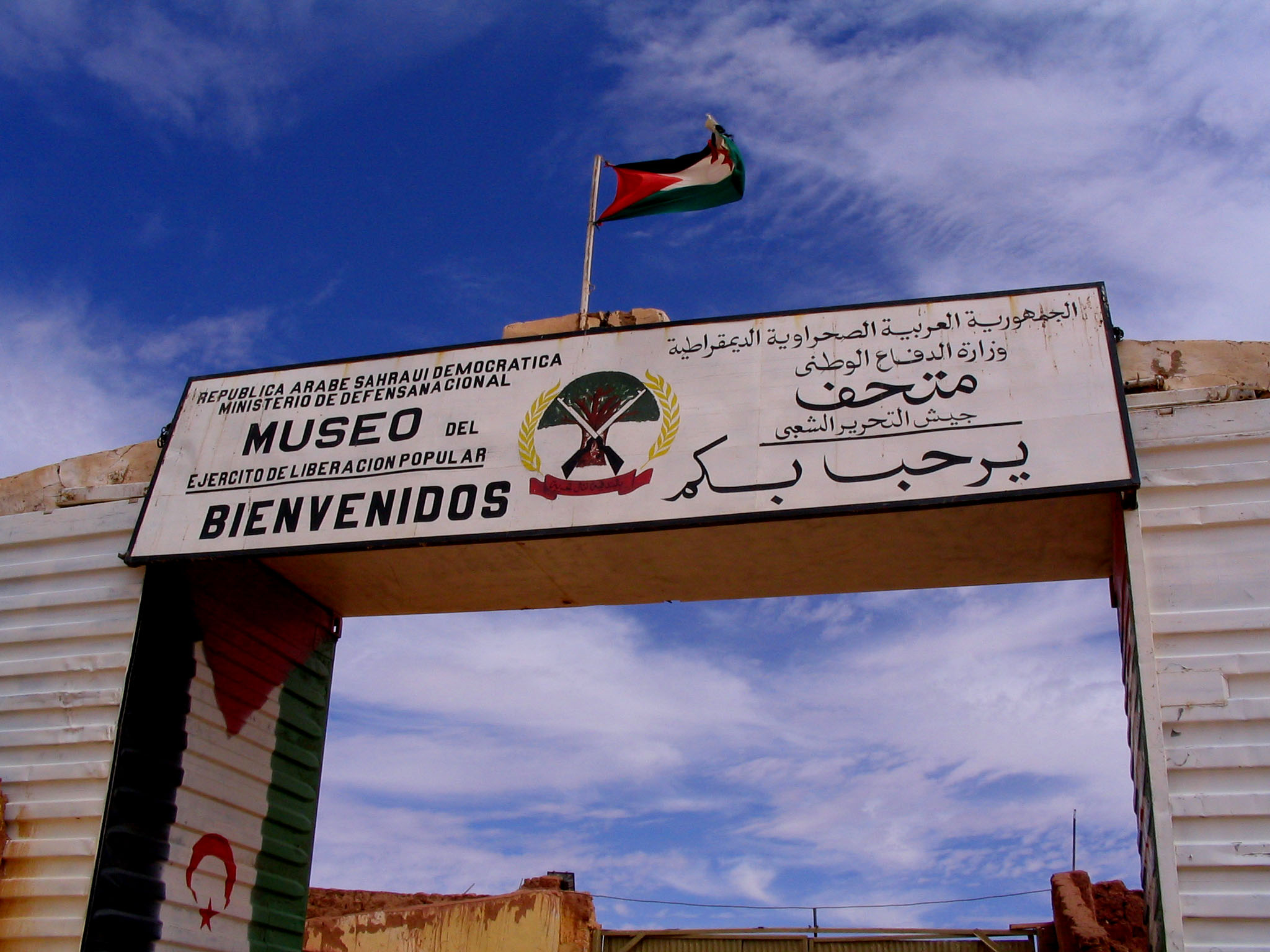
Cartel en español en el museo del Ejército de Liberación Popular, en uno de los campos de refugiados saharauis en Rabuni.

La lengua española hablada como segunda lengua por los saharauis está influenciada por dialectos árabes, sobre todo del árabe hassanía. También lo hablan en la provincia de Tinduf en Argelia en los campos de refugiados saharauis, debido a que el Sahara Occidental fue una provincia marítima española hasta su retirada en 1976. En la RASD se estudia también el español como lengua cooficial en las escuelas y el gobierno saharaui lo emplea en la administración (especialmente en el área de salud y emitiendo todos los comunicados en ambas lenguas), formando un caso de bilingüismo social ya que también es hablado cotidianamente por gran parte de la población y es aprendida de forma oral. El español también es usado en los medios de comunicaciones locales. En el campo de la salud se utiliza el español puesto que los materiales de consulta médicos que se utilizan provienen de Cuba y España. Las monedas de la peseta saharaui tienen inscripciones en español.
Por su aislamiento, diversas instituciones de Argelia, Cuba y España se han inclinado en apoyar con programas de formación docente, intercambios académicos e infraestructura educativa. Con respecto a esto, Salem Bachir, diplomático de la República Árabe Saharaui Democrática en Argentina, ha dicho:

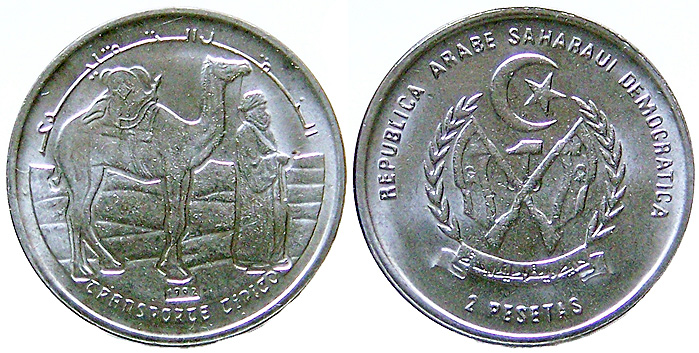
Monedas de 2 pesetas saharauis con inscripciones en español.

El idioma de Cervantes ha logrado mantenerse entre nosotros gracias a la colosal ayuda, antes que todos, de Cuba. Así también de Venezuela, México, Panamá y de comunidades solidarias de la propia España.
Salem Bachir

| 173 | 2005 | 300 | 530 | 761 | 891 | 951 | 1189 |

## Medios de comunicación

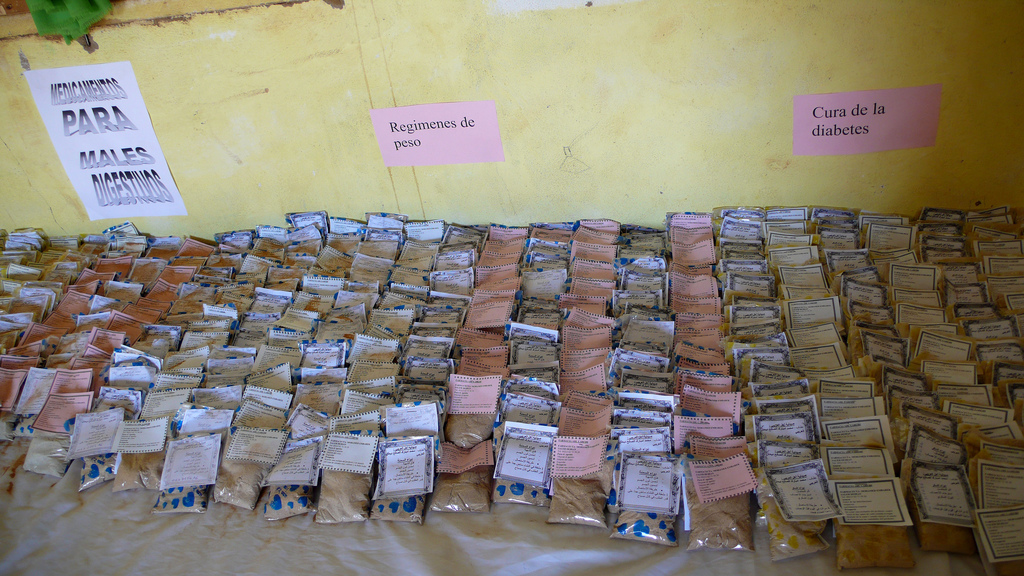
Venta de productos en una farmacia de Dajla. Nótese que los carteles están en español.

La Radio Nacional de la República Árabe Saharaui Democrática transmite tanto en árabe como en español desde 1975. Lo mismo ocurre con el canal de televisión RASD TV que posee informativos en español.

## Léxico
La variante saharaui del castellano cuenta con préstamos del español isleño así como vocabulario que en España no se usa desde hace décadas.[cita requerida] En cuanto al léxico árabe hassanía, se ha documentado la preferencia por hispanismos en el marco de la técnica y las herramientas al igual que otros países han optado por soluciones de la lengua colonizadora como inglés o francés.